# Cédric Burdet
Pour les articles homonymes, voir Burdet.
Cédric Burdet, né le 15 novembre 1974 à Belley, est un ancien joueur français de handball. Il évoluait au poste d'arrière droit en équipe de France et dans le championnat français après avoir évolué en Allemagne. Il est originaire de Brens dans l'Ain.

## Biographie

### Club
Après avoir annoncé sa retraite en club sur un nouveau titre de champion de France le 28 mai 2009 à la suite du dernier match de la saison contre Nantes, il rempile finalement pour une saison supplémentaire à l'USAM Nîmes en 2010, club entraîné par son ami Laurent Puigségur.
Depuis sa retraite sportive en juin 2010, Cédric Burdet est passé à autre chose. Il a créé son entreprise de « rénovation dans l’immobilier » à Montpellier.

### Équipe de France
Sa carrière en Équipe de France a été entravé par de nombreux incidents. En 2001, il ne peut participer à la victoire de ses coéquipiers lors du Championnat du monde disputé en France, étant blessé à l'orteil et à une cheville. Une nouvelle blessure l'empêche de remporter le titre de  champion d'Europe 2006 en raison d'une opération au doigt.
Cependant, portant le maillot bleu depuis 1997, il a participé à de nombreuses campagnes de l'équipe de France, terminant septième au championnat d'Europe 1998, puis sixième au mondial de l'année suivante en Égypte. En 2000, il termine quatrième de l'Euro puis sixième des jeux de Sydney. Après la blessure de 2001, il retrouve les bleus pour l'Euro 2002, terminé à la sixième place. C'est en 2003 qu'il obtient sa première récompense internationale avec la médaille de bronze au Championnat du monde au Portugal. Lors de l'année 2004, les bleus terminent sixième de l'Euro puis cinquième des jeux d'Athènes.
Le mondial 2005 voit Burdet remporter une nouvelle médaille, de nouveau le bronze lors du Championnat du monde en Tunisie. Lors de l'édition suivante du mondial, l'équipe de France échoue en demi-finale face à l'Équipe d'Allemagne, la France terminant à la quatrième place.
L'année 2008 ne commence pas sous les meilleurs auspices : le sélectionneur Claude Onesta ne le retient pas pour le championnat d'Europe. Toutefois, il est sélectionné quelques mois plus tard pour participer aux Jeux olympiques de 2008 à Pékin. La place d'arrière droit est prédestinée à Jérôme Fernandez, qui est pourtant droitier. Mais celui-ci se blesse et Burdet retrouve du temps de jeu. Il étoffe son jeu au fur et à mesure de la compétition. En demi-finale, cet « homme de l'ombre » est l'un des éléments majeurs de la victoire sur la  Croatie, puis il joue de nouveau à un excellent niveau lors de la finale victorieuse face à l'Islande.
En octobre 2008, il a annoncé sa décision de mettre un terme à sa carrière avec les bleus. 

## Palmarès

### Club
Sauf précision, le palmarès suivant est acquis avec le Montpellier Handball :
- Ligue des Champions (1) : 2003
- Championnat de France (7) : 1998, 1999, 2000, 2002, 2003, 2008, 2009
- Coupe de France (7) : 1999, 2000, 2001, 2002, 2003, 2008, 2009
- Coupe de la Ligue (2) : 2007, 2008
- 3e du Championnat d'Allemagne en 2006 (avec VfL Gummersbach)

### Équipe de France
Jeux olympiques
- 6e place aux Jeux olympiques 2000 de Sydney,  Australie
- 5e place aux Jeux olympiques 2004 d'Athènes,  Grèce
- Médaille d'or aux Jeux olympiques de 2008 de Pékin,  Chine

Championnats du monde
- 6e place au Championnat du monde 1999 en  Égypte
- Médaille de bronze au Championnat du monde 2003 au  Portugal
- Médaille de bronze au Championnat du monde 2005 en  Tunisie
- 4e place au Championnat du monde 2007 en  Allemagne

Championnats d'Europe
- 7e place au championnat d'Europe 1998 en  Italie
- 4e place au championnat d'Europe 2000 en Croatie
- 6e place au championnat d'Europe 2002 en  Suède
- 6e place au championnat d'Europe 2004 en Slovénie

Parcours
- Première sélection : juin 1997 contre l' Italie
- Dernière sélection : 24 août 1998, finale des Jeux olympiques de 2008 de Pékin, contre l' Islande
- Bilan : 227 sélections et 491 buts (dont 5 penalties)

### Distinction individuelles
- Chevalier de la Légion d'honneur en 2008[4]
- Élu meilleur joueur du Championnat de France en 1998[5]
- Élu meilleur arrière droit du Championnat de France en 1998[6] et 2000[7]